# Temple Sinai d'Oakland
Le Temple Sinai d'Oakland en Californie (États-Unis), situé 2808 Summit Street est la  synagogue de la communauté juive réformée d'Oakland, officiellement dénommée First Hebrew Congregation of Oakland. Fondée en 1875, c'est la plus vieille communauté juive de la partie est de la baie de San Francisco,.
L'écrivain féministe Gertrude Stein et le rabbin Judah Leon Magnes, qui ont étudié à l'école du chabbat de la synagogue (Talmud Torah) avec pour professeur Ray Frank, ont fait partie de ses premiers membres. Initialement traditionaliste, la communauté se réforme sous l'autorité du rabbin Marcus Friedlander (1893–1915). En 1914, elle est devenue une communauté répondant complètement aux différents points de la plate-forme de Pittsburgh de 1885,,. C'est aussi l'année de la construction de la synagogue, un bâtiment de style Beaux-Arts, conçu par l'architecte G. Albert Lansburgh et qui est la plus ancienne synagogue d'Oakland.
Avant 1934, la communauté doit faire front à quatre crises financières importantes. Depuis cette date, elle n'a été dirigée que par trois rabbins, William Stern (1934–1965), Samuel Broude (1966–1989) et Steven Chester (1989–à nos jours),.
En 2006, le Temple Sinai se lance dans un projet de 15 millions de dollars pour la construction d'un campus synagogal entièrement nouveau attenant au sanctuaire actuel. Le premier coup de pioche a lieu en octobre 2007, et fin 2009, la communauté a déjà presque récolté la somme de 12 millions de dollars pour la construction. Actuellement, le Temple Sinai a près de 1 000 familles membres. Les rabbins sont Steven Chester, Jacqueline Mates-Muchin et Andrea Berlin, et le chantre (Hazzan) est Ilene Keys.

## Les débuts
La First Hebrew Congregation of Oakland est fondée en 1875. C'est la plus vieille communauté de l'est de la baie de San Francisco,. Elle émane d'une société charitable, la Oakland's Hebrew Benevolent Society, fondée en 1862 par 18 marchands et négociants originaires de plusieurs pays européens, mais plus particulièrement de la ville de  Posen en Pologne. Bien que théoriquement Oakland's Hebrew Benevolent Society cesse ses activités à la création de la communauté, elle a continué à fonctionner en parallèle avec la communauté jusqu'à sa fusion avec elle en 1881.
La communauté achète en 1876 un terrain au sud des rues 14e et Webster; cependant, en raison d'une récession économique sévère en Californie, la communauté ne construira le bâtiment qu'en 1878. La structure en bois avec des éléments de style néo-byzantin et des dômes à bulbe coûte la somme de 8 000 dollars (soit environ 180 000 dollars actuels).
Les offices sont initialement traditionnels, suivant le rite polonais. Les hommes et les femmes s'assoient séparément, mais la mekhitsa les séparant est vite supprimée. En 1881, le nouveau président David Hirschberg mène une campagne de modernisation et convainc une petite majorité d'introduire un certain nombre de réformes, y compris l'utilisation d'un chœur mixte de Chrétiens et de Juifs, ainsi qu'un orgue, et la suppression de la nécessité du miniane (quorum de 10 hommes) pour les offices.
Les traditionalistes, principalement issus de l'Hebrew Benevolent Society, objectent et se retirent pour former leur propre miniane orthodoxe, qui deviendra la Communauté Beth Jacob d'Oakland.

## Époques Levy et Sessler: 1881–1892
En 1881, la communauté embauche le premier rabbin d'Oakland, Meyer Solomon Levy. Celui-ci est né en Angleterre en janvier 1852, où il fait ses études. C'est le fils du rabbin Solomon Levy de la Borough synagogue de Londres. Ordonné rabbin orthodoxe en Angleterre avant l'âge de 20 ans, Myer Solomon Levy se rend alors en Australie. Partisan du sionisme,, il occupe un poste de rabbin à Melbourne, avant de rejoindre la Californie en 1872 ou  1873, où il est embauché comme rabbin à la synagogue Emanu-El (alors Bickur Cholim) de San Jose. Levy est payé 100 dollars par mois (soit 2 250 dollars actuels), dont il reverse un pourcentage pour la Tsedaka (don pour les pauvres).
Levy entre en conflit avec les écoles publiques d'Oakland qui refusent d'excuser les élèves juifs pour leur absence lors des fêtes solennelles de Yom Kippour et de Roch Hachana. Il pétitionne pour qu'ils soient excusés, mais le surintendant et le district vont aller plus loin et interdire aux professeurs de faire des examens pendant ces jours. Bien que réceptif aux désirs de ses membres, Levy est plus rigoureux que la majorité des fidèles, ce qui provoque des frictions. Il accepte de réformer l'office du chabbat en le réduisant et à faire face aux fidèles pendant les prières au lieu de s'orienter vers l'Arche Sainte, mais il refuse avec succès d'adopter le livre de prières d'Isaac Mayer Wise de 1885, le Minhag America.
Levy est en même temps traditionaliste sur certains points et progressiste sur d'autres. Selon l'historien Fred Rosenbaum :
« Fortement imprégné par l'état d'esprit éclairé de son époque, il donne des conférences avec des titres comme Progrès de la Science, et tandis qu'il invite au Temple Sinai le pasteur de  l'Oakland's Unitarian (Église de l'universalisme unitarien) à donner une série de conférences, il est bien accueilli à son tour à l'église Unitarian où il parle de la théorie de l'évolution. »
En 1885, la synagogue est détruite par un incendie, mais les rouleaux de Torah sont sauvés par un fidèle qui pénètre dans le bâtiment en flamme pour les récupérer. Levy fait des efforts considérables pour ramasser des fonds pour rebâtir la synagogue, se rendant même jusqu'à Vancouver. Les membres féminins de la synagogue récoltent une somme importante en organisant une grande kermesse. Tous les efforts combinés permettent de construire un nouveau bâtiment en 1886 à l'angle de la 13e et de la Clay street. La structure possède « des éléments de style mauresque, inspirés de l'Isaac M. Wise Temple de Cincinnati ».
Les tensions entre les membres les plus libéraux et Levy, plus traditionaliste, ne se résolvent pas, et en 1891, Levy décide d'accepter le poste de rabbin de la communauté Beth Israel de San Francisco. La même année, les femmes de la communauté forment the Ladies Auxiliary (Sororité du Temple), dont le but initial est de favoriser l'école du dimanche de la synagogue et d'en augmenter les effectifs.
Pendant l'époque de Levy, la synagogue compte plusieurs membres réputés, ou qui le deviendront: Ray Frank, la première femme juive à prêcher formellement dans une synagogue aux États-Unis, s'installe à Oakland vers 1885 et enseigne la Bible hébraïque et l'histoire du peuple juif à l'école du chabbat de la First Hebrew Congregation, dont elle assure la direction. Dans les années 1880, Gertrude Stein, écrivain féministe et poétesse, et   Judah Leon Magnes, qui deviendra un fameux rabbin réformé, font partie de ses élèves,. La conception de Magnes concernant le peuple juif est fortement influencée par celle du rabbin Levy, et c'est dans le bâtiment de la 13e et de Clay street qu'il fait son discours de Bar Mitzvah en 1890, qui sera rapporté en détail dans The Oakland Tribune.
Morris Sessler succède à Levy comme rabbin en 1892. Il a auparavant servi la communauté des Sons of Israel and David (Enfants d'Israël et de David) à Providence (Rhode Island), de 1887 à 1892,. Il ne reste à son poste que six mois car « ses idées ne s'harmonisent pas avec celles de la communauté ». La même année, il devient rabbin de la communauté Gates of Prayer (Les Portes de la Prière) à La Nouvelle-Orléans où il va servir jusqu'en 1904.

## Époque Friedlander et Franklin: 1893–1919

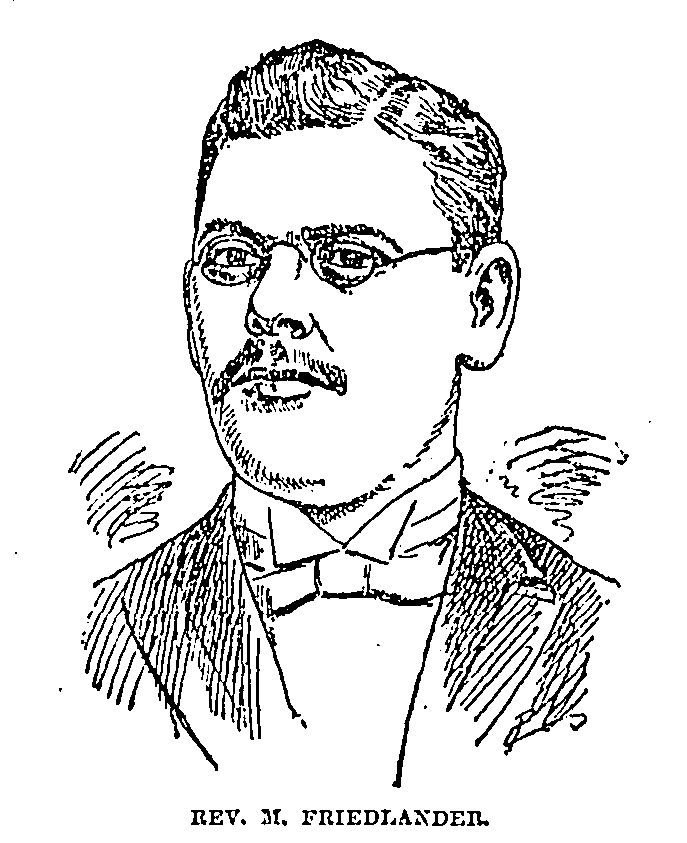
Marcus Friedlander en 1891.

En 1893, la communauté embauche Marcus Friedlander de la communauté Baith Israel (Maison d'Israël) de Brooklyn, New York. Peu de temps après sa nomination, la Californie plonge dans une récession économique qui affecte les finances des membres de la communauté. La communauté vend en 1895 son bâtiment à l'angle de la 13e et de la Clay street (qui est devenu le cœur du quartier des affaires) et s'installe dans un endroit moins onéreux, au coin nord-ouest de la 12e et de la Castro street, et rénove en 1896 le bâtiment qui s'y trouve. Plus de 500 personnes, Juifs et non-Juifs y sont hébergées pendant les jours qui suivirent le tremblement de terre de 1906. En 1907, la synagogue compte 95 membres, avec un revenu annuel de 6 000 dollars (soit 140 000 dollars actuels).
Friedlander et l'ancien président de la communauté, Abraham Jonas persuadent la communauté d'introduire un nombre significatif de réformes dans l'office: ils adoptent tout d'abord le livre de prières de Marcus Jastrow et plus tard l'Union Prayer Book, le livre de prières du judaïsme réformé, mais dans une version révisée, moins radicale, publiée spécialement pour la First Hebrew Congregation et autorisée par la Conférence centrale des rabbins américains,. En 1908, la communauté élimine le second jour de Roch Hachana, et peu d'hommes portent une kippa pendant l'office et en 1914, la communauté adhère complètement au radicalisme de la plate-forme de Pittsburgh de 1885 du mouvement réformé.

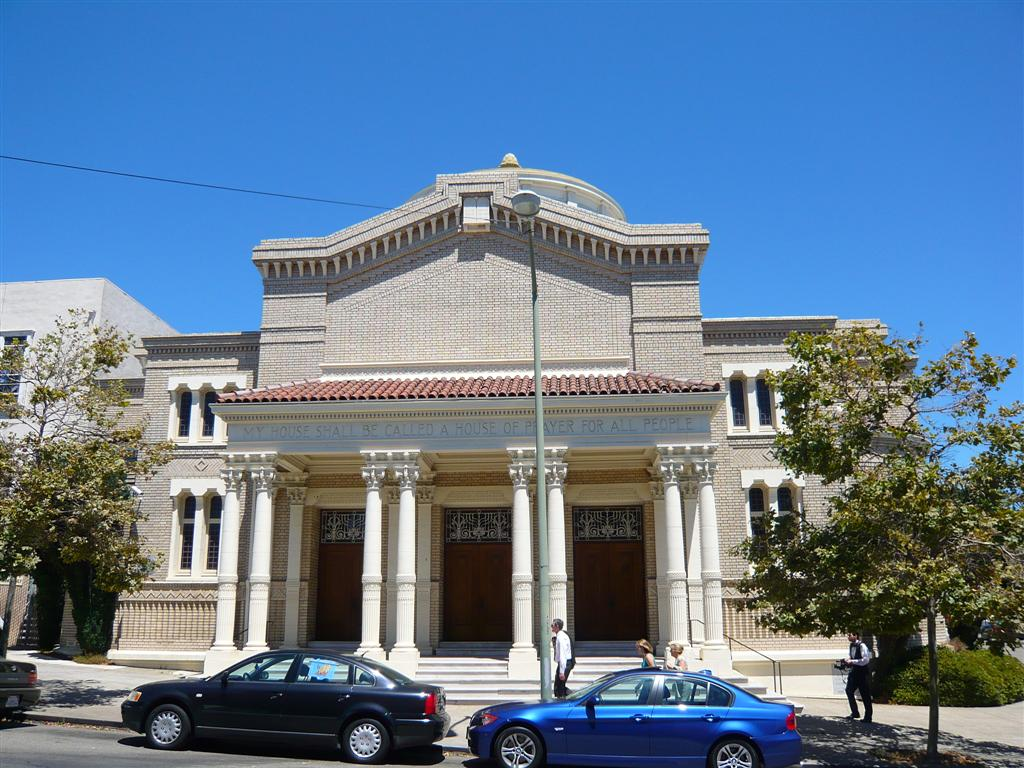
Temple Sinai sur la

En 1910, la First Hebrew achète un terrain sur la Telegraph Avenue au niveau de la Sycamore Street, près de la 26e Street, pour 28 000 dollars (soit 650 000 dollars actuels), et vend le bâtiment sur la 12e et la Castro Street pour le même montant. Pourtant, la communauté décide de ne pas construire la synagogue sur ce terrain, et trouve en 1912 un terrain plus adapté pour 12 500 dollars (soit 280 000 dollars actuels), là où se trouve actuellement la synagogue, sur la 28e et la Webster street. La cérémonie de début des travaux a lieu le 26 octobre 1913, et le bâtiment est achevé en 1914. Il a couté la somme de 100 000 dollars (soit 2,2 millions de dollars actuels),. Les dames auxiliaires ont récolté la somme de 14 000 dollars (soit: 310 000 dollars actuels) et ont acheté un nouvel orgue Austin au prix de 5 000 dollars (110 000 dollars actuels),. Le nouveau bâtiment est appelé "Temple Sinai", et en conséquence la communauté est connue sous le même nom, bien qu'officiellement elle garde son nom de "First Hebrew Congregation of Oakland".
Conçu par l'architecte américain renommé G. Albert Lansburgh, le bâtiment de style Beaux-Arts possède six grandes fenêtres équipées de vitraux, un dôme elliptique et une entrée caractérisée par de « gracieuses colonnes corinthiennes supportant un portique gréco-romain ». Le verset de la Bible (Livre d'Ésaie 56:7) "MY HOUSE SHALL BE CALLED A HOUSE OF PRAYER FOR ALL PEOPLE" (Ma maison sera appelée une maison de prière pour tous les peuples) est gravé en anglais  dans l'entablement au-dessus de l'entrée,. De dimensions plus modestes que la plupart des bâtiments Beaux-Arts, il possède néanmoins les caractéristiques typiques de ce style, y compris sa composition barlongue. Il est cependant orné avec des matériaux plus simples comme de la brique pressée et du bois sculpté qu'avec les éléments de fioritures classiques usuels. En plus de la salle de prière, le bâtiment comprend des classes et une salle de réunion. C'est la seule construction réalisée par Lansburgh à Oakland, et l'un des 150 bâtiments d'Oakland désignés comme « bâtiments d'intérêt historique important ou de conception architecturale remarquable » par le Oakland Cultural Heritage Survey. Le bâtiment est classé "3S" dans la base de données du Système d'Informations sur les ressources historiques de Californie, ce qui signifie qu'il est éligible comme monument historique par le NRHP (Registre national des lieux historiques).
Le déclenchement de la Première Guerre mondiale et le coût du nouvel emprunt imposent des contraintes financières significatives aux membres de la communauté, et en 1915, ceux-ci décident de se séparer du rabbin Friedlander,. Le Temple Sinai engage en 1917 Harvey B. Franklin comme rabbin, mais il ne restera que deux ans. Pendant sa charge, l'école de la communauté donne des cours deux fois par semaine et compte 285 élèves et 8 enseignants. Franklin officiera par la suite à la communauté Bickur Cholim de San José d'où venait Myer Solomon Levy, le premier rabbin du Temple Sinai.

## Époque Coffe: 1921-1933
Après être de nouveau restée sans rabbin pendant deux ans, la communauté embauche Rudolph I. Coffee, originaire d'Oakland et cousin de Judah Leon Magnes. Coffee a un franc-parler et défend passionnément les causes libérales: il soutient le désarmement, le contrôle des naissances, la séparation de l'Église et de l'État, et s'oppose à la prohibition aux États-Unis, à l'antisémitisme et au Tammany Hall. Avec deux autres rabbins locaux, Jacob Nieto et Jacob Weinstein, il demande la libération des responsables syndicalistes Thomas Mooney et Warren Billings accusés d'être les auteurs d'un attentat meurtrier pendant un défilé pour l'entrée en guerre des États-Unis et connus sous le nom de Preparedness Day Bombing. Il soutient aussi le projet californien de stérilisation obligatoire des retardés mentaux et le plaidoyer de l'eugéniste E. S. Gosney sur ce sujet.
Coffee s'implique aussi dans le système pénitentiaire de l'État de Californie, et pendant son service au Temple Sinai, il dirige le Jewish Committee of Personal Service (Comité juif de service à la personne), une organisation couvrant toute la Californie, qui pourvoit aux besoins des prisonniers juifs. En janvier 1924, le gouverneur de Californie le nomme au Comité national de bienfaisance et de punition, chargé de superviser les prisons d'état de Californie.
En 1931, Coffee s'oppose à la loi californienne destinée à réguler l'industrie alimentaire de la cacheroute et à interdire les déclarations mensongères sur ce sujet. Dans une lettre adressée au sénateur de l'État, E.H. Christian, il affirme:
« ..Je suis indéfectiblement opposé à cette loi, car le judaïsme n'a pas besoin de faire appel à l'État pour régler ses propres affaires internes. Nous mettons en place en Californie un précédent dangereux qui ne peut conduire qu'à des conséquences néfastes.
Il y a quatre ans, vous avez aidé à éviter une augmentation des wine rabbis [rabbins ne s'occupant qu'à cachériser le vin]. La loi concernant le vin sacramentel a été correctement encadré et les Juifs de Californie n'ont pas souffert la disgrâce subie par nos frères de la côte est.
Cette loi va créer des meat rabbis [rabbins ne s'occupant qu'à cachériser la viande]. L'État de New York a cette loi de cacheroute et cependant n'a pu prévenir le terrible scandale qui a été découvert le mois dernier dans la ville de New York. Employez toute votre influence pour l'éviter.
Si le judaïsme n'a pas suffisamment de ressource interne pour faire face aux conditions actuelles, alors le plus tôt il périra, le mieux ce sera.  »
Malgré l'opposition de Coffee, la loi est promulguée.
Ses plaidoyers, ainsi que l'instabilité financière du Temple Sinai conduisent au renvoi en 1933 de Coffee; alors que les fidèles éprouvent d'importantes difficultés financières en raison de la Grande Dépression, Coffee prône des salaires plus élevés pour les employés gouvernementaux. Après son départ du Temple Sinai, il devient aumônier de la prison d'État de San Quentin.

## Époque Stern: 1934-1965
En 1935, le Temple Sinai embauche comme rabbin William M. Stern (anciennement Sternheser). Né à San Francisco et fils d'un rabbin orthodoxe, il a sur les conseils du rabbin Martin Meyer de la communauté réformée Emanu-El de San Francisco suivi les cours de l'HUC (Hebrew Union College) où il reçoit son ordination. Dans les années 1920 et au début des années 1930, il exerce en tant que rabbin dans plusieurs synagogues du sud et du centre des États-Unis.
Beaucoup moins protocolaire que son prédécesseur Coffee, Stern est considéré comme un homme normal, joueur de poker et fumeur de cigares, qui se focalise sur la lutte contre l'antisémitisme. Sa femme Rae participe aussi activement à la vie de la communauté. Elle enseigne au Talmud Torah et dirige la solidarité féminine.
Bien qu'antisioniste à l'origine, Stern change d'avis dès le début des années 1940, et en 1942 il soutient fermement le nationalisme juif. Quand est fondée en 1944 la branche d'Oakland de l'American Council for Judaism fortement antisioniste, Stern s'oppose à sa création, même si de nombreux membres, y compris son président étaient des membres importants du Temple Sinai. Cependant dès 1948, la très grande majorité de la communauté est devenue favorable au sionisme.
Pendant l'époque de Stern, le Temple Sinai agrandit ses locaux, ajoutant en 1947-1948, un bâtiment pour une école religieuse, des bureaux ainsi qu'un oratoire, et déplace l'entrée principale du bâtiment sur la Summit Street. L'intérieur du bâtiment principal est profondément modifié, à l'exception de la salle de prières. En 1950, la communauté construit aussi la Temple House (dénommée Covenant Hall). L'année suivante, la synagogue y installe une exposition nommée "Les arts en action", qui comprend des œuvres de sculpteurs, de tapissiers, de céramistes et des films. Le directeur de l'évènement demande au poète, artiste et critique d'art Weldon Kees de présider un jury afin de sélectionner des peintures. Quand le comité directeur du Temple Sinai découvre les œuvres sélectionnées, il refuse de les présenter, et ne changera d'avis qu'en affichant leur profond désaccord.
En 1965, la communauté achète un terrain à Oakland Hills, dans la partie est d'Oakland, anticipant un futur déménagement. En décembre de la même année, Stern meurt subitement. À la suite de son décès, le Temple Sinai organisera pendant plusieurs années des conférences annuelles à la mémoire de Stern.

## Époque Broude: 1966-1989
En 1966, la communauté engage comme rabbin Samuel Broude. Diplômé de l'Université de Chicago à la fin des années 1940, il a travaillé dans une synagogue reconstructionniste à Pasadena en Californie, tout d'abord comme Hazzan (Chantre)  à mi-temps et comme enseignant d'hébreu, puis au début des années 1950 comme chantre de la synagogue réformée de l'université de Los Angeles. Après avoir terminé ses études rabbiniques, il devient rabbin associé de la communauté  Anshe Chesed de Cleveland, où il sert pendant six ans sous la direction du rabbin Arthur Lelyveld, avant de rejoindre le Temple Sinai.
Comme tous les rabbins précédents du Temple Sinai, Broude soutient les causes libérales : il s'oppose à l'engagement américain au Vietnam et prend une part active dans le mouvement des droits civiques. Bien que rabbin réformé, il a étudié quand il était enfant dans une yechiva orthodoxe, et du point de vue religieux, il est plus traditionaliste que ses prédécesseurs. Il réintroduit certains rites dans les offices, mais plus dogmatique, il s'oppose aux mariages mixtes, alors que son prédécesseur immédiat, Stern, a célébré des mariages mixtes « sous certaines conditions ». Initialement Broude fait de même, mais uniquement « dans des circonstances atténuantes », par exemple si la mariée est enceinte, mais il durcit par la suite sa position et refuse de procéder à des mariages mixtes quelles que soient les circonstances. Il interdit même à d’autres rabbins plus tolérants de procéder à des mariages mixtes au Temple Sinai. Ce sujet fait l’objet d'un vote de la communauté en 1972 qui soutient Broude, mais le débat est alors loin d'être clos.
Broude n'est cependant pas opposé à toutes les innovations religieuses. Sous sa direction, le Temple Sinai commence à offrir des spectacles après l'office du vendredi soir, à la place du sermon habituel. En décembre 1970, le comité des spectacles du Temple charge Anna Halprin et sa troupe de dance multiraciale de produire un spectacle de danse original. Pendant les deux mois qui suivent, Broude rencontre chaque semaine Halprin pour l'instruire sur les prières du vendredi soir. L'œuvre terminée dénommée Kadosh (qui signifie sacré en hébreu) comprend une veillée aux chandelles, avec des danseurs déchirant leurs vêtements et posant en criant des questions à Broude concernant Dieu et la Shoah en termes de guerre du Viêt Nam: « Comment peut-il y avoir un Dieu, s'il permet à toute la souffrance de la guerre du Viêt Nam de continuer? » Ce spectacle va engendrer, selon Broude, des débats passionnés au sein de la communauté: « Je ne sais pas si quelqu'un était neutre. La moitié pensait que c'était fantastique, et l'autre moitié que c'était terrible! ».
Broude soutient aussi que la communauté doit rester dans le centre d'Oakland, et en 1975, il réussit à convaincre ses membres. Il part à la retraite en 1989, l'année du séisme de Loma Prieta qui épargne les bâtiments de la synagogue. Après son départ à la retraite, Broude reste actif, collaborant avec certaines synagogues de la région de la baie de San Francisco et enseignant. Il écrit aussi son autobiographie ainsi qu'un one-man-show basé sur sa vie et nommé A l'écoute de la Voix, qui sera joué dans plusieurs synagogues de la baie, et en 2009 au Temple Sinai.

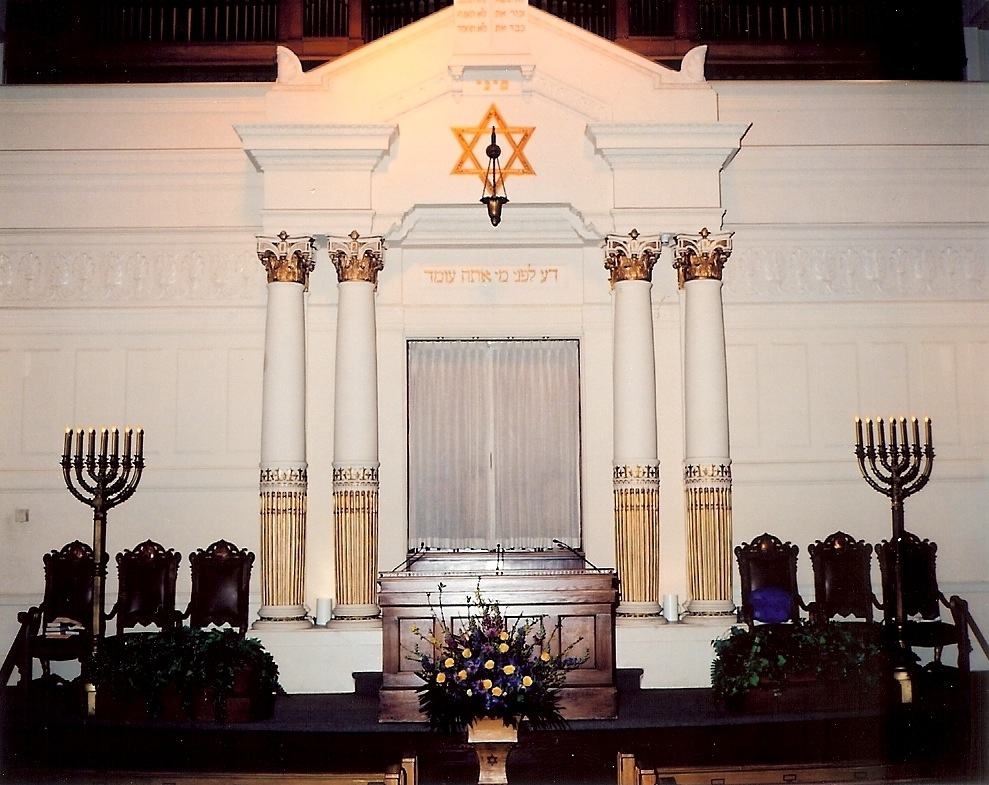
L'Arche Sainte

## Époque Chester: de 1989 à nos jours
Steven Chester, diplômé de l'Université de Californie à Los Angeles, (UCLA), est ordonné par l'HUC en 1971 et devient rabbin du Temple Sinai en 1989. Auparavant, il a servi comme rabbin au Temple Beth Israel à Jackson (Michigan) de 1971 à 1976, puis au Temple Israel à Stockton (Californie) de 1976 à 1989, où il était aussi professeur adjoint au département des études religieuses de l'Université du Pacifique. Chester ajoute une maternelle et des programmes d'éducation pour les adultes aux services offerts par la synagogue. Il soutient un retour de la communauté à des pratiques plus traditionnelles, y compris en réintroduisant de l'hébreu dans les offices et continue la lutte de ses prédécesseurs pour plus de justice sociale. Il soutient de nombreuses causes comme le droit au logement et à des soins à des prix abordables pour les plus démunis et le droit des femmes concernant la reproduction. Il proteste avec passion contre le génocide au Darfour. En 2006, Chester est nommé par les lecteurs du magazine East Bay Express comme le ministre du culte (curé, prêtre, rabbin, imam) ayant le Biggest Heart (le cœur le plus gros).
La synagogue sort presque indemne de la tempête de feu qui s'abat en 1991 sur Oakland, bien que de nombreux fidèles y perdent leur habitation. Le nombre de fidèles s'élève en 1993 à 640 familles et la communauté décide en 1994 de procéder à de profondes modifications de l'aménagement intérieur du bâtiment principal, à l'exception du hall de prière. En décembre de la même année le bâtiment est classé monument historique de la ville d'Oakland.
Depuis 1998, le Temple Sinai possède trois rabbins associés: Andrea Berlin rejoint la synagogue en 1998 comme premier assistant-rabbin, après son ordination de l'HUC (Hebrew Union Collège) à Cincinnati. De 2006 à 2008, elle s'occupe du comité d'aide aux familles et enfants juifs de la côte est de la baie de San Francisco. Suzanne Singer rejoint le Temple Sinai en 2003, après son diplôme de l'HUC de Los Angeles. Avant de devenir rabbin, Singer a été productrice de programmes télévisés et de documentaires pendant vingt ans, gagnant deux Emmy Awards. En 2005, elle devient rabbin intérimaire au Temple Beth El de Riverside (Californie), puis son rabbin permanent. Jacqueline Mates-Muchin, née à San Francisco, diplômé de l'HUC de New York en 2002. Après avoir occupé le poste de rabbin-assistant au Temple Beth Zion à Buffalo (New York) pendant trois ans, elle rejoint le Temple Sinai en 2005,. Elle est au comité d'aide aux familles et enfants juifs de la côte est de la baie de San Francisco.
Depuis 2001, pour recevoir le grand nombre de fidèles assistant aux offices des fêtes solennelles de Roch Hachana et Yom Kippour, le Temple Sinai loue pour la durée des fêtes les locaux Art déco du théâtre Paramount d'Oakland pour y célébrer ses offices. Bien que des offices soient aussi célébrés à la synagogue, l'ensemble des 1 800 sièges du parterre et des 1 200 sièges du balcon du théâtre sont occupés.
En 2006, la communauté  lance un appel de fond pour financer un nouveau campus, situé à côté de la synagogue. Le projet estimé à 15 millions de dollars comprend de nouveaux bureaux, un oratoire plus grand, une remise à niveau de la cuisine, une nouvelle maternelle avec six classes et une cour de récréation de 450 mètres carrés, dix classes pour les adolescents et les adultes, une salle d'exposition, une bibliothèque, une pièce pour les adolescents et une extension des parkings. Le bâtiment de l'école et de bureaux de deux étages, en forme de L, d'une surface de 1 510 m2 pourra accueillir 100 élèves en maternel. L'oratoire de 230 m2, pour environ 250 personnes sera situé à l'arrière du local social existant.
La cérémonie de début des travaux a lieu en octobre 2007, avec comme date de finition des travaux la fin 2010. Afin d'élever les nouveaux bâtiments, l'école et l'oratoire construits à la fin des années 1940 sont rasées, ainsi que deux bâtiments se trouvant sur un terrain mitoyen acheté pour l'expansion. Pour permettre la continuation des cours pendant les travaux neuf conteneurs bureaux  sont installés temporairement sur le campus du Merritt College à  Oakland Hills. Au 23 décembre 2009, le Temple Sinai a déjà recueilli la somme de 12 millions de dollars de 651 familles, représentant 70 % de la communauté.
Chester envisageait dans un premier temps de partir à la retraite en juin 2009, mais en raison de la crise financière de 2007-2010, il décide de prolonger son mandat de deux ans.
Actuellement, le Temple Sinai est la plus vieille synagogue de la cote est de la baie de San Francisco avec près de 1 000 familles membres. Les rabbins sont: Steven Chester, Jacqueline Mates-Muchin, et Andrea Berlin, et le hazzan Ilene Keys. En 2019, le temple transfert la propriété du cimetière Home of Eternity (1er cimetière juif de la partie est de la baie de San Francisco fondé en 1865) à la Sinai Memorial Chapel, la seule maison funéraire juive du Nord de la Californie.